# Hierodula ovata
Hierodula ovata är en bönsyrseart som beskrevs av Henri Saussure 1871. Hierodula ovata ingår i släktet Hierodula och familjen Mantidae. Inga underarter finns listade i Catalogue of Life.